# Якубич Валентин Іванович
Валентин Іванович Якубич (нар. 6 червня 1927, Херсон) — український графік; член Спілки художників України.

## Біографія
Народився  6 червня 1927 року в Херсоні. 1947 року закінчив Одеське художнє училище. З 1947 по 1953 рік навчався у Київському художньому інституті (викладачі Данило Крайнєв, Леонід Мучник, Костянтин Єлева, Василь Касіян, Іларіон Плещинський).
Брав участь у виставках: республіканських з 1952 року, всесоюзних з 1957 року, зарубіжних з 1959 року.
Жив в Києві, в будинку на вулиці Дашавській, 27, квартира 8.

## Творчість
Працював в галузі станкової і книжкової графіки. Твори:
- станкові серії:
  - «Одеса у Великій Вітчизняній війні» (1957);
  - «На Херсонському суднобудівному заводі» (ліногравюра, 1960);
  - «Київ» (вугілля, 1953 і офорт, 1963);
- триптих на Шевченкову тему «Поховайте та вставайте …» (1961);
- офорт «Будинок у Москві, в якому жив Тарас Шевченко...» (1964);
- ілюстрації до книг:
  - повісті Архипа Тесленка «Страчене життя» (Київ, 1960);
  - роману М. Руденка «Остання шабля» (Київ, 1963);
  - поеми Тараса Шевченка «Гайдамаки» (1963);
  - роману Андрія Головка «Артем Гармаш» (1967);
  - повісті Івана Франка «Борислав сміється» (1969);
- оформлення вибраних творів Івана Франка (Київ, 1965) з серії «Всемирная литература» (Москва, 1971) та інше.